# Episodi di Neon Rider (terza stagione)
La terza stagione della serie televisiva Neon Rider è stata trasmessa in anteprima in Canada dalla YTV nel corso del 1992.
| nº | Titolo originale               | Titolo italiano | Prima TV Canada | Prima TV Italia |
| -- | ------------------------------ | --------------- | --------------- | --------------- |
| 1  | A Perfect 10                   |                 | 1992            |                 |
| 2  | Saint Walt                     |                 | 1992            |                 |
| 3  | Straight Home                  |                 | 1992            |                 |
| 4  | Color Line                     |                 | 1992            |                 |
| 5  | Night of the Living Ed         |                 | 1992            |                 |
| 6  | Labour Day                     |                 | 1992            |                 |
| 7  | Point Blank                    |                 | 1992            |                 |
| 8  | Daniel                         |                 | 1992            |                 |
| 9  | On the Line                    |                 | 1992            |                 |
| 10 | The Good, the Bad, and Eleanor |                 | 1992            |                 |
| 11 | Brothers                       |                 | 1992            |                 |